# Zózimo
Zózimo Alves Calazans, född 19 juni 1932, död 17 juli 1977, var en brasiliansk fotbollsspelare.
Zózimo spelade innerback tillsammans med Mauro när Brasilien blev världsmästare 1962. Precis som Mauro hade han varit med i VM-truppen 1958 utan att spela några matcher. Totalt spelade han 35 landskamper och gjorde ett mål. Zózimo avled i en bilolycka i Rio de Janeiro i juli 1977.